# Axel Nordgren
Axel Wilhelm Nordgren (Stockholm, 1828. december 5. – Düsseldorf, 1888. február 12.) svéd festő. 

## Életútja
Édesapja Carl Wilhelm Nordgren (1804–1857) portréfestő volt. 1851 őszén Németországba ment, Düsseldorfban Hans Gudénak és Andreas Achenbachnak volt a tanítványa. Az 1850-es években a nyarakat Norvégiában töltötte, gyakran Gude vagy Morten Müller társaságában. Kapcsolatát az országgal az is erősítette, hogy norvég nőt vett feleségül. 1883-ban szélhűdést kapott. Ezt követően még festett, azonban már nem látogatott vissza nyaranta Skandináviába. 1887-ben Stockholmban is kiállított. 
Hatásos, romantikus tájképeket festett, melyeknek motívumait többnyire Svédország és Norvégia hegyi és tengerpartjai szolgáltatták. A legkiválóbbak: Kullen-fok a norvég tengerparton; Norvégiai tájkép (düsseldorfi képtár); Romsdalshorn; Romsdaleni vízesés; Svéd tengerpart holdvilágnál; Holdvilágos éj a norvég hegyek között; Svéd halászfalu, stb.

## Galéria

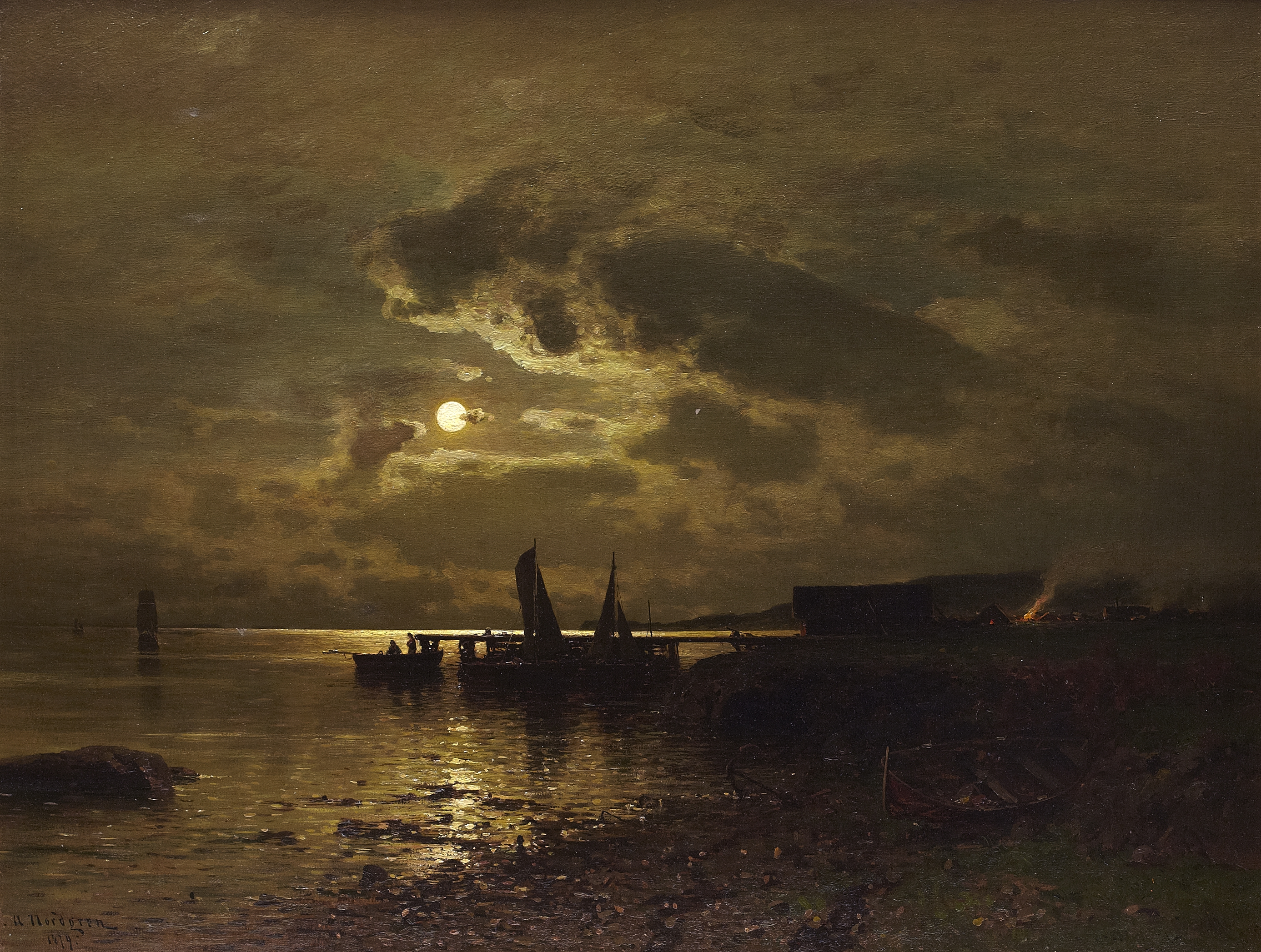
Halászfalu holdfényben
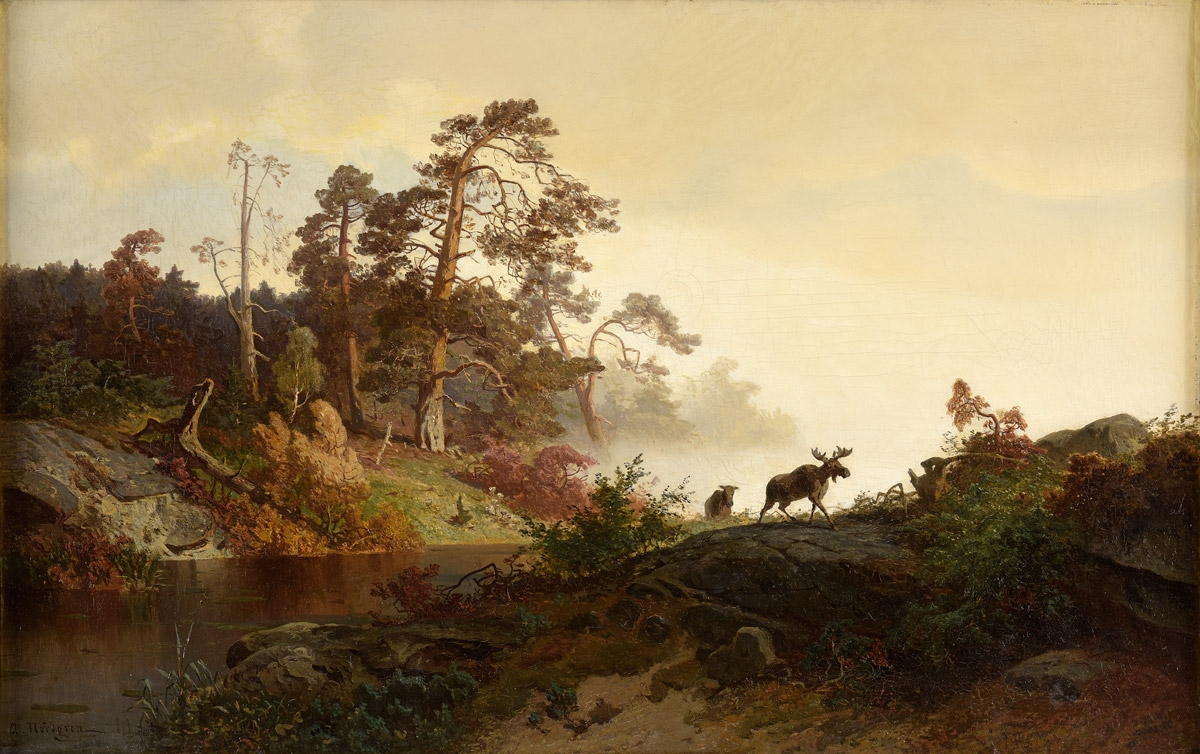
Patakon átgázoló rénszarvasok
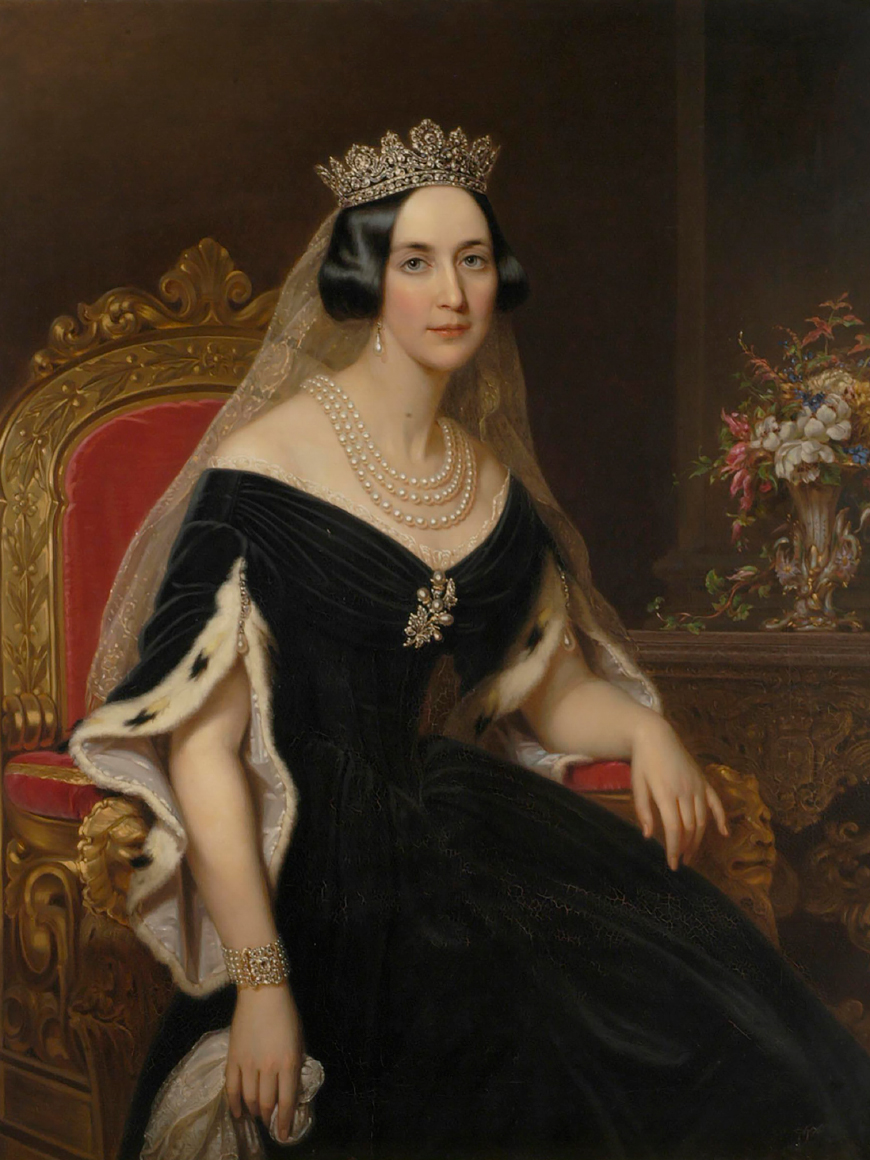
Jozefina svéd királyné